# Michael Maar
Michael Maar (Stuttgart, 17 de julio de 1960) es un germanista, escritor y crítico literario alemán.

## Vida
Hijo de Paul Maar y Nele Maar, estudió germanística y psicología en la Universidad Otto Friedrich de Bamberg. Por su tesis doctoral sobre Thomas Mann (Geister und Kunst) fue galardonado en el año 1995 con el premio Johann Heinrich Merck, concedido por la Deutsche Akademie für Sprache und Dichtung, institución en la que acabó ingresando en el año 2002. Desde 1997 hasta 1998 fue fellow del Wissenschaftskollegs zu Berlin, en primavera del año 2002 profesor invitado en la Universidad Stanford de California y entre 2005 y 2006 fellow del Carl Friedrich von Siemens Stiftung. En el año 2008 fue admitido en la Bayerische Akademie der Schönen Künste y entre los años 2011 y 2012 fue fellow en Internationales Kolleg Morphomata de la Universidad de Colonia.
Desde 1990 publica regularmente artículos sobre crítica literaria en suplentos culturales en lengua alemana.
Tiene dos hijos y vive en Berlín.

## Trabajos
- Bild und Text: literarische Texte im Unterricht (1988)
- Geister und Kunst. Neuigkeiten aus dem Zauberberg (1995)
- Die Feuer- und die Wasserprobe (1997)
- Die falsche Madeleine (1999)
- Randgedanken über Gegenfüßler (en: Jorge Luis Borges zum Hundertsten.) (1999)
- Marcel Proust. Zwischen Belle Époque und Moderne. (1999)
- Das Blaubartzimmer. Thomas Mann und die Schuld (2000)
- Warum Nabokov Harry Potter gemocht hätte (2002)
- Die Glühbirne der Etrusker (2003)
- Lolita und der deutsche Leutnant (2005)
- Leoparden im Tempel (2007)
- Solus Rex. Die schöne böse Welt des Vladimir Nabokov (2007)
- Hilfe für die Hufflepuffs. Kleines Handbuch zu Harry Potter (2008)
- Proust Pharao (2009)
- Hexengewisper. Warum Märchen unsterblich sind (2012)
- Die Betrogenen (2012)
- Heute bedeckt und kühl. Große Tagebücher von Samuel Pepys bis Virginia Woolf (2013)

## Premios
- Premio Johann Heinrich Merck (1995)
- Premio Ernst Robert Curtius (1995)
- Beca de la Fundación Niedersachsen (1998)
- Premio Lessing de la crítica (2000)
- Beca Baden Württemberg (2001)
- Beca del senado de Berlín (2009)
- Premio Heinrich Mann (2010)